# Almașu Mare
Almașu Mare (deutsch Groß-Obstdorf, ungarisch Nagyalmás) ist eine rumänische Gemeinde im Kreis Alba in der Region Siebenbürgen.

## Lage

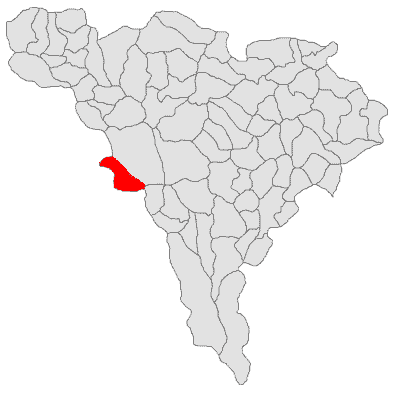
Lage der Gemeinde Almașu Mare im Kreis Alba

Die Ortschaft besteht aus sieben Dörfern mit insgesamt ca. 1500 Einwohnern und liegt am Südrand des Apuseni-Gebirges (rum. Munții Apuseni). Die nächste Stadt Zlatna ist 15 km und die Kreishauptstadt Alba Iulia 52 Kilometer von Almașu Mare entfernt. Die zur Gemeinde gehörigen Dörfer liegen auf einer Höhe zwischen 600 und 1200 m und umfassen eine Fläche von 8930 Hektar.

## Geschichte
Seit der Römerzeit wird in der Region Erz abgebaut.
Der Ort wurde hingegen 1407 erstmals urkundlich erwähnt unter dem Namen Possesia Almas.

## Bevölkerung
Die Bevölkerung entwickelte sich wie folgt (höchster Anteil von 36 Deutschen, war im Jahre 1890).
| 1850 | 2.769 | 2.729 | -  | -  | 40 |
| 1900 | 3.286 | 3.217 | 16 | 10 | 43 |
| 1930 | 3.486 | 3.463 | 9  | 2  | 12 |
| 1966 | 3.945 | 3.929 | 14 | -  | 2  |
| 2002 | 1.690 | 1.664 | 3  | -  | 23 |
| 2021 | 1.048 | 979   | 2  | -  | 67 |

## Sehenswürdigkeiten
- Das Dorfmuseum der Ortschaft wurde gegründet von Achim Emilian und trägt dessen Namen. Es umfasst eine Sammlung von über 4000 Ausstellungsstücken.[5]
- Die Kirchen Buna Vestire (vor 1418) und Schimbarea la Față (1822); ein Bauernhof, ein Holzhaus und eine Vieleck-Scheune (die drei letztgenannten im Dorf Brădet (ung. Bregyét házcsoport), im 19. Jahrhundert errichtet), stehen unter Denkmalschutz.[6]
- Ein 4,10 Meter hohes Denkmal zu Ehren der rumänischen Soldaten aus dem Ersten und Zweiten Weltkrieg wurde im Zentrum der Gemeinde in den Jahren 1943 und 1944 errichtet.